# Joy Alappat
Mons. Joy Alappat (* 27. září 1956, Parappukara) je indický syrsko-malabarský katolický duchovní a biskup eparchie svatého Tomáše apoštola v Chicagu.

## Život
Narodil se 27. září 1956 v Parappukara v okresu Triššúr ve státě Kérala. Byl pokřtěn se jménem John na počest patrona jeho farností svatého Jana Nepomuckého.
Navštěvoval St. George Lower Primary School v Puthenpally, Upper Primary School at A.U.P.S. v Parappukkaře střední školu P.V.S. High School v Parapukkaře. Po střední škole nastoupil do St. Mary’s Minor Seminary v Thope. Následně studoval v St. Thomas Apostolic Seminary ve Vadavathooru. Dne 31. prosince 1981 byl biskupem irinjalakudalským Jamesem Pazhayattilem vysvěcen na kněze. Po vysvěcení byl vikářem farnosti Chalakudy a katedrály svatého Tomáše v Irinjalakudě.
Studoval také na Papežském institutu svatého Josefa v Aluvě, kde získal titul magistra teologie. Na Andhra University získal titul magistra sociologie. V kterých 1987-1993 byl kaplanem a misijním ředitelem Syrsko-malabarské komunity v Čennaí.
Roku 1994 odjel do USA, kde začal působit v Staten Island v New Yorku a v New Milford. Následně se stal kaplanem na Georgetownské univerzitě ve Washingtonu D.C.
Roku 2001 jej biskup Jacob Angadiath pozval do eparchie svatého Tomáše apoštola v Chicagu. Byl jmenován ředitelem Syrsko-malabarské misie v Garfieldu a Newarku, také administrátorem kostela Panny Marie Sedmibolestné v Garfieldu. Následně se stal vikářem katedrály svatého Tomáše v Chicagu (2011-2014).
Dne 24. července 2014 jej papež František jmenován pomocným biskupem eparchie svatého Tomáše apoštola v Chicagu a titulárním biskupem z Bencenny. Biskupské svěcení přijal 27. září 2014 z rukou kardinála George Alencherryho a spolusvětiteli byli biskup Jacob Angadiath a biskup Pauly Kannookadan.
Dne 3. července 2022 jej papež František ustanovil eparchiálním biskupem eparchie svatého Tomáše apoštola v Chicagu.